# Coenocharopa elegans
Espèce
Coenocharopa elegans est une espèce de mollusques gastéropodes terrestres de la famille des Charopidae (ordre des Stylommatophora). Elle se rencontre dans le Queensland (Australie).

## Systématique
L'espèce Coenocharopa elegans a été décrite en 2010 par le malacologiste australien John Hooper Stanisic (d) dans une publication coécrite avec Michael E. Shea (d), Darryl Potter (d) et Owen Lee Griffiths (d).

## Publication originale
- John Stanisic, Michael Shea, Darryl Potter, Owen Griffiths, Australian Land Snails. Volume 1—A field guide to Eastern Australian species (œuvre scientifique), Maurice, 2010.